# Les Dépravées du plaisir
Pour plus de détails, voir Fiche technique et Distribution.
Les Dépravées du plaisir (ou Le Gibier) est un film érotique français, réalisé en 1975 par Bernard Launois.

## Synopsis
Un couple de bourgeois engage  Charlie, un rabatteur, chargé de trouver des filles pour des partouzes. Leur fils tombe amoureux de l'une d'entre elles et va semer la zizanie.

## Fiche technique
- Réalisateur : Bernard Launois
- Scénario : Bernard Launois
- Directeurs de la photo : Christian Boe et Pierre Dupouey
- Producteurs : Sylvie de la Rochefoucauld, Jean Salvy  et Bernard Launois
- Distributeur : Cinemarc
- Genre : érotique
- Format : 35 mm
- Sortie :  10 septembre 1975
- Durée : 102 minutes

## Distribution
- Olivier Mathot  : Bob Barsac
- Alain Tissier   : Jean-Philippe
- Rudy Lenoir  : Charlie
- Charlotte de Turckheim : une cycliste
- Marie-Pierre Castel :
- Catherine Castel :
- Antoine Fontaine   :
- Monique Aznar :
- Anna Blegen :
- Nicole Daudé :
- Anna Gladysek :

## Autour du film
- Charlotte de Turckheim affirma plus tard qu'elle et une amie avaient accepté de tourner une scène a priori innocente de cyclisme bucolique dans l'ignorance totale que des inserts explicites en feraient à l'écran les proies inconscientes de voyeurs lubriques dissimulés dans des bosquets.